# Baddeckenstedt
Baddeckenstedt é um município da Alemanha localizado no distrito de Wolfenbüttel, estado da Baixa Saxônia.
É membro e sede do Samtgemeinde de Baddeckenstedt.